# Avery Singer
Avery Singer (* 1987 in New York City) ist eine US-amerikanische Künstlerin.
Singer wurde für Gemälde bekannt, die mit 3D-Modellierungssoftware und computergesteuertem Airbrush erstellt wurden.
Sie studierte von 2005 bis 2010 an der Cooper Union for the Advancement of Science and Art in New York. 2008 hatte sie einen Studienaufenthalt an der Städelschule Frankfurt und 2013 an der Skowhegan School of Painting and Sculpture in Maine.
Singer lebt und arbeitet in New York.
Werke von ihr hängen in vielen renommierten Museen wie dem Museum Ludwig in Köln. Im Rahmen der Projektreihe Schultze Projects wird dort Ende 2019 für zwei Jahre ein in diesem Jahr erschaffenes unbetiteltes Werk aus Acryl auf Leinwand mit der Größe 3,66 × 17,07 Meter an der Stirnwand im Treppenhaus des Museums als Nachfolgebild von Wade Guyton gezeigt.

## Ausstellungen (Auswahl)
- 2014: Avery Singer. Pictures Punish Words, Kunsthalle Zürich[4]
- 2016: Scenes, Stedelijk Museum Amsterdam[5]
- 2017: Sailor, Kölnischer Kunstverein[1][2]
- 2019: Biennale di Venezia[6]